# 최원형
최원형(1968년 1월 3일 ~ )은 대한민국의 성우로, 1986년 3월 13일, 연극 배우로 처음 시작하였고, 1991년 2월 초 당시 KBS 2TV 드라마인 《사랑이 꽃피는 나무 2기》에 단역(여광욱 역)으로 처음 출연하였으며, 1993년 문화방송 성우극회 공채 11기로 입사했다.

## 출연 작품
굵은 글씨는 메인 캐릭터.

### TV 애니메이션
- 3x3 아이즈 : 성마전설 ova - 나파르바
- DNA^2 (애니맥스) - 모모나리 준타
- S.A 스페셜 에이 (애니맥스) - 타키시마 케이
- 가이스터즈 (MBC) - 딘 호너스
- 고미의 만화 호기심 천국 (SBS) - 고미
- 그 남자! 그 여자! (투니버스) - 정우혁
- 금색의 코르다 (애니맥스) - 츠키모리 렌
- 나루토 질풍전 (투니버스) - 나미카제 미나토(4대 호카게)
- 낚시왕 강바다 (MBC) - 독고인 / 미라클 짐(처음)
  - 낚시왕 강바다 RV - 독고인
- 닥터 슬럼프 (MBC) - 서태수
- 돌려라! 시간 나침반 (EBS1) - 해설
- 드래곤볼Z (SBS, 투니버스) - 지스(SBS), 트랭크스(투니버스)
- 드래곤볼GT (투니버스) - 트랭크스
- 디가타 원정대 (애니맥스) - 세스
- 디지몬 세이버즈 (대원방송) - 최건우
- 디지몬 크로스워즈 (대원방송) - 최건우
- 레드 바론 (MBC) - 쿠레나이 켄
- 레스톨 특수 구조대 (KBS2) - 강마루
- 로봇수사대 K캅스 (MBC) - 빅팀 올랜도
- 릴로&스티치 TV시리즈 - 데이비드
- 마법천자문 (MBC) - 혼세마왕
- 마크로스 (SBS) - 레이
- 메르헤븐 (투니버스) - 나나시
- 메탈베이블레이드 (투니버스) - 시저
- 멜티랜서 ova (투니버스) - 보좌관
- 무적코털 보보보 - 할레쿨라니
- 무지개 요정 큐티하니 (SBS) - 아로마
- 미래소년 코난 (MBC) - 다이스 선장
- 미소녀 전사 익셀리온 (투니버스) - 카오스
- 바람의 검심 - 메이지 검객 낭만담 - 사가라 사노스케
  - 바람의 검심 성상편 - 사가라 사노스케
- 바스토프 레몬 - 슈도
- 뱀부 블레이드 - 이시다 토라지
- 뱀파이어 프린세스 (애니박스) - 카부라키 아키라
- 베이브 마이 러브 (애니맥스) - 카타쿠라 킷페이 / 킷페이네 친구1
- 부기팝은 웃지 않는다 (투니버스) - 차준형
- 부탁해요 마이 멜로디 (SBS) - 바쿠 / 서건우 / 마이 멜로디의 가족들 / 왕과 왕비 / 세바스찬
- 불꽃소년 레카 (애니맥스) - 도몬 / 해설 / 부하4 / 주민1 / 병사 / 악당1 / 라이 / 남자1 / 키야의 스승 / 다이코 / 시쥬 / 남자 / 가시아크루
- 뷰티풀 조 (투니버스) - 아라스톨
- 블랙캣 (애니맥스) - 크리드 디스켄스 / 제노스 해저드 / 케빈 맥도걸
- 블리치 (애니맥스) - 아이젠
- 비스트워즈 (MBC) - 치토
- 비스트워 네오 (SBS) - 암모나트
- 빨간망토 차차 (MBC) - 카스칼 / 캉캉
- 사랑은 정말 - 차용갈
- 사랑의 천사 웨딩피치 (투니버스) - 산드라
- 사이버영혼 바스토프레몬 (KBS) - 슈도
- 사이버 포뮬러 사가 - 레온 안하트 / 필 프리츠
  - 사아버 포뮬러 신 - 필 프리츠 / 페이 / 레온 안하트
- 선계전 봉신연의 - 신공표 / 주공단
- 수호전사 맥스맨 (KBS2) - 파이어 / 스톰 / 아쿠아
- 슈퍼로봇대전 OVA (애니박스) - 쿄스케
- 스킵비트 (애니맥스) - 후와 쇼우
- 스타 워즈: 클론 전쟁 (카툰네트워크) - 아나킨 스카이워커
- 스타오션 EX - 애쉬튼 앵커스
- 슬램덩크 (SBS) - 이재룡 / 장권혁
- 슬레이어즈 - 제로스
  - 슬레이어즈 TRY (투니버스) - 제로스 / 라무스
- 시티 헌터 - 사준혁 / 허깨비
- 시티 헌터 2 - 허깨비
- 신기동전기 건담 W (투니버스) - 듀오 맥스웰
  - 신기동전기 건담 W : 엔드리스 왈츠 ova - 듀오 맥스웰
- 신세기 사이버 포뮬러 (SBS) - 레온 앤하트 / 필 프리츠 / 페이(나중)
- 싸커보이 토토 (MBC) - 수비로봇 마그마 / 알파 스트라이커 / 알파 골키퍼
- 안달루시아의 여름 (애니맥스) - 페페
- 어떤 마술의 금서목록 (애니맥스) - 카미죠 토우마
  - 어떤 마술의 금서목록 2 (애니맥스) - 카미죠 토우마
- 어벤져 (애니맥스) - 스피디
- 에스카플로네 - 자주카
- 에어리어 88 TV 시리즈 (애니맥스) - 카자마 신
- 에어마스터 (투니버스) - 노부히코
- 엘르멘탈 제라드 (투니버스) - 쿠(쿠드 반 지루엣)
- 엘하자드 OVA1 (애니박스) - 후지사와
  - 엘하자드 OVA2 (애니박스) - 후지사와
- 영원의 나라 게쉬탈트 ova (투니버스) - 올리비에
- 오거스 02 (투니버스) - 린
- 오즈 (투니버스) - 유타 하사(무토)
- 올 더 프리티 호스 (MBC) - 레이시 로린스(헨리 토나스)
- 왕도둑 징 (투니버스) - 징
- 요술소녀 (MBC) - 안지선
- 우주 손오공 (불교TV)
- 유희왕 듀얼몬스터즈 (챔프) - 전우혁
- 은하영웅 사이버트론 (SBS) - 레드건
- 은하축구 챔피언 - 로켓
- 절대무적 라이징오 (MBC) - 왕 선생님 / 엑스트
- 조이드 신세기 제로 (챔프) - 비트 클라우드
- 쥐라기캅스 (KBS1) - 쥬테고
- 쥬로링 동물탐정 (KBS2) - 이시준 / 용해요 박사 / 판타타
- 지구조난자 마룬 (MBC) - 덩치
- 지옥소녀 (애니맥스) - 질 드 롱펠
- 직스 레벨2 (퀴니) - 라일리
- 천녀유혼 - 십방
- 철인 28호 FX (MBC)
- 초시공세기 오거스 02 - 린
- 최유기 RELOAD - 홍해아
  - 최유기 RELOAD GUNLOCK - 홍해아
- 최유기 리로드 (투니버스)
- 쵸비츠 (애니원) - 이희수(히데키)
- 출동! 유니온 킹 (KBS) - 파이어유니온
- 카논 리메이크 (애니맥스) - 아이자와 유이치
- 카우보이 비밥 - 신
- 코바토 (애니맥스) - 도모토 타카시
- 콩딱쿵 이야기 주머니 (MBC)
- 키바 (애니박스) - 로베스
- 테니스의 왕자 (SBS) - 조형택 / 유혁
  - 테니스의 왕자님 ova - 슈이치로
- 투하트 (투니버스) - 전지호(히로유키)
- 트랄라의 마술수첩 (투니버스)
- 파푸와 - 리키드
- 팽이대전 G블레이드 (SBS) - 강진
- 페어리 테일2 - 니르바나 편 (챔프) - 이치야
- 포켓몬스터 (SBS) - 나옹 / 시바 / 로젠 / 목호
- 풀 메탈 패닉 후못후 (투니버스) - 사가라 소스케
- 플리즈 티처 (애니박스) - 마구모 효우스케 / 교장
- 헌터X헌터 (애니원) - 레오리오
  - 헌터X헌터 리메이크 (애니맥스) - 레오리오 / 해설
  - 헌터X헌터 OVA (애니박스) - 레오리오
- 헤라클레스 TV 시리즈 (KBS2) - 헤라클레스
- 헬로 카봇 유니버스(SBS) - 테크노마스터
- 금색의 코르다 (애니맥스) - 츠키모리 렌
- 개구쟁이 형제 픽스와 팍시 (EBS1) - 이리다
- 기사 제인과 말썽꾸러기 용 (EBS1) - 스미시
- 단짝친구 바리와 뭉치 (EBS1) - 뭉치
- 리틀 프린세스 (EBS1) - 요리사
- 몬스터 트럭 메테오 (EBS1) - 해설
- 미운오리 새끼 페오 (EBS1) - 플로프
- 올란도 영웅전 (EBS1) - 콰지모도
- 요절복통 탈리스의 모험 (EBS1) - 탈리스
- 은하축구 챔피언 (EBS1) - 로켓
- 제로니모의 모험 (EBS1) - 제로니모 스틸턴

### 극장용 애니메이션
- 가디언의 전설 - 클러드(라이언 콴튼)
- 나루토 질풍전 극장판 - 나미카제 미나토
- 나스 안달루시아의 여름 - 페페 베넨헤리
- 라따뚜이 - 링귀니
- 라이온 킹 2 - 코부
- 리오 - 툴리오
- 릴로 & 스티치 - 데이비드 / 221호
- 올리버와 친구들 - 다저
- 바람의 검심 - 유신지사에의 진혼가 - 사가라 사노스케
- 바비의 백조의 호수 (투니버스) - 왕자
- 생쥐 구조대 2 - 제이크
- 손오공 : 돌원숭이의 탄생 - 삼장법사
- 슈렉 2/3 - 프린스 차밍
- 슬레이어즈 극장판 - 완전무결 (애니박스) - 라고스
- 시티 헌터 극장판 - 백만 달러의 음모 / 베이시티 워즈 - 허깨비
- 시티 헌터 극장판 - 사랑과 숙명의 매그넘 - 허깨비
- 코디와 생쥐 구조대 - 제이크
- 토이 스토리 3 - 켄
- 포켓몬스터 극장판 시리즈 - 나옹 / 라단(2번째 극장판)
- 폼포코 너구리 대작전 (MOVIE) - 폼키치/류타로
- 겨울왕국 - 한스[1]
  - 겨울왕국 2 - 한스(아토알란 Ver)
- 카 2 - 중계원
- 극장판 유희왕 더 다크 사이드 오브 디멘션즈 - 전우혁
- 박물관이 진짜 살아있다 - 스페이블 / 시장
- 숲속왕국의 꿀벌 여왕 - 아폴로 / 미키
- 엘리엇과 산타 썰매단 - 엘리엇
- 피터팬: 후크 선장과 결투의 날 - 나레 /출룬
- 동키 킹 - 동키

### 특수 촬영 드라마
- 지구용사 벡터맨(KBS) - 벡터맨 이글(기태영(1기), 김성수(2기))
- 수호전사 맥스맨(KBS) - 맥스맨
- 가면라이더 파이즈(투니버스) - 테이지(타쿠미)(한다 겐토)
- 극장판 가면라이더 이그제이드: 트루 엔딩(MOVIE) - 강하일
- 파워레인저 캡틴포스 (대원방송) - 조 깁켄(캡틴 블루)
- 파워레인저 애니멀포스 (대원방송) - 조 깁켄(캡틴 블루)
- 파워레인저 붐붐포스 (대원방송) - 조 깁켄(캡틴 블루)

### 영화
- 언더월드 (MBC) - 미카엘(스콧 스피드먼) 역
- 드림캐쳐 (SBS) - 비버(제이슨 리) 역
- 25살의 키스 (SBS) - 콜슨(마이클 바탄) 역
- 지옥의 베를린 타워 (MBC) - 톰(스테판 루카) 역
- 80일간의 세계일주 (MBC) - 필리어스 포그(스티브 쿠건) 역
- 1408 (MBC) - 조나단(크리스 클라인) 역
- 에주케이터 (SBS) - 피터(스티페 에르켁) 역
- 레지던트 이블2 (SBS) - 카를로스(오데드 페르) 역
- BB 프로젝트 (SBS) - 백달통(고원탁) 역
- 나 홀로 집에 - 세드릭(롭 슈나이더) 역 (1편 및 2편)
- 버티칼 리미트 (MBC) - 피터(크리스 오도널) 역
- 풀 프루프 (SBS) - 롭(조리스 자스키) 역
- 러시아워 3 (SBS) - 켄지(사나다 히로유키) 역
- 퍼지 잭슨과 번개도둑 - 퍼지(로건 레먼) 역
- 미스언더스탠드 (SBS) - 데이비드(톰 하퍼) 역
- 진주만 (SBS) - 조(매슈 데이비스) / 취재 기자(팻 힐리)
- 미녀 삼총사 (SBS) - 제이슨(맷 르블랑)
- 미녀 삼총사 2 (SBS) - 제이슨(맷 르블랑) 역
- 유니버셜 솔져 (SBS) - 루크(장클로드 반담) 역
- 신투첩영 (SBS) - 타이탄(왕합희) 역
- 발렌타인 데이 (SBS)
- 뉴 이어스 데이 (SBS) - 제이크(앤드루 리 포츠) 역
- 글로리아 (SBS)
- 세븐 (SBS) - 데이빗 밀즈 형사(브래드 피트) 역
- 올리버 트위스트 (SBS) - 토비(마크 스트롱) 역+
- 딥 임팩트 (MBC) - 사이먼(블레어 언더우드) 역
- 딥 임팩트 (SBS) - 모나쉬(론 엘다드) 역
- 그루지 (SBS) - 피터(빌 풀먼) 역
- 스위트 노벰버 (SBS) - 빈스 홀랜드(그레그 저먼) 역
- 진용 (SBS) - 몽천방(장이머우) 역
- 빅히트 (SBS) - 멜빈(마크 월버그) 역
- 잔 다르크 (SBS) - 샤를 7세(존 말코비치) 역
- 케이브 (SBS) - 브릭스(릭 라바넬로) 역
- 블레이드 3 (SBS) - 한니발(라이언 레이놀즈) 역
- 단테스 피크 (SBS)
- 애니 기븐 선데이 (SBS) - 윌리 보멘(제이미 폭스) 역
- 배틀필드 (SBS) - 조니(베리 페퍼) 역
- 바람과 함께 사라지다 (SBS)
- 크림슨 타이드 (SBS) - 헌터 부함장(덴절 워싱턴) 역
- 라붐2 (SBS) - 필립(피에르 코소) 역
- 스크림3 (SBS) - 코튼(리브 슈라이버) 역
- 아내는 스모왕 (SBS) - 켄(리 로스) 역
- 매그놀리아 (SBS) - 프랭크 T.J. 매키(톰 크루즈) 역
- 어글리 우먼 (SBS) - 루이스(알베르토 산 후안) 역
- 닌자 거북이3 (SBS)
- 쥬라기 공원2 (SBS) - 닉 밴 오언(빈스 본) 역
- 상성 : 상처받은 도시 (MBC) - 아방(카네시로 타케시) 역
- 사관과 신사 (MBC)
- 네프 므와 (MBC)
- 은밀한 유혹 (MBC)
- 이연걸의 탈출 (MBC) - 프랭키 론(장학우) 역
- D-13 (MBC)
- 1408 (MBC) - 마이크 엔슬린(존 큐잭) 역
- 황후화 (MBC) - 원상 왕자(유엽) 역
- 히달고 (MBC) - 프랭크(비고 모텐슨) 역
- 베니와 준 (MBC) - 샘(조니 뎁) 역
- 더 록 (MBC) - 굿스피드(니컬러스 케이지) 역
- 동사서독 (MBC) - 황약사/동사(량차후이) 역
- 룰스 오브 인게이지먼트 (MBC) - 맥스 역
- 아이언 이글 (MBC) - 레지(래리 B. 스콧) 역
- 모험왕 (MBC) - 나레이션 역
- 황비홍6 (MBC) - 아칠(웅흔흔) 역
- 나인 야드 (MBC) - 오즈(매슈 페리) 역
- 프라이멀 피어 (MBC) - 기자 역
- 베오울프 (MBC) - 롤란드(괴츠 오토) 역
- 스크림 (MBC) - 스튜어트(매슈 릴라드) 역
- 공포의 룸메이트 (MBC) - 앨릭(아담 볼드윈) 역
- 라이언 일병 구하기 (MBC) - 잭슨 이병(배리 페퍼) 역
- 닌자 거북이2(MBC) - 키노(어니 레이스 쥬니어) 역
- 파이터 블루(MBC) - 맹호(류더화) 역
- 패스트&퓨리스(MBC) - 브라이언(폴 워커) 역
- 환생(MBC) - 베이커(앤디 가르시아) 역
- 제니퍼 연쇄 살인사건(MBC) - 존 벨린(앤디 가르시아) 역
- 플래시댄스(MBC) - 릭(마이클 누리) 역
- 이연걸의 영웅(MBC)
- 이연걸의 정무문(MBC)
- 블랙 라이온(MBC)
- 긴급명령(MBC)
- 비욘드 랭군(MBC)
- 발렌타인(SBS) - 애덤 키(데이비드 보레나이즈) 역
- 올드 스쿨(SBS) - 버나드 '비니' 캠벨(빈스 본) 역
- 식스티 세컨즈(SBS) - 킵 레인스(조반니 리비시) 역
- 퍼펙트 웨딩(SBS) - 케빈(마이클 바턴) 역
- 언컨디셔널 러브(SBS) - 더크 심슨(루퍼트 애버릿) 외
- 일 포스티노(SBS)
- 적벽대전(MBC) - 제갈량(카네시로 타케시) 역
  - 적벽대전2(MBC) - 제갈량(카네시로 타케시) 역
- 마스터 앤드 커맨더: 위대한 정복자(MBC) - 톰 폴링스(제임스 다시) 역
- 링(SBS) - 노아(마틴 핸더슨) 역
- 더 팬(MBC)
- 훌라 걸스(MBC) - 타니카와 요지로(토요카와 에츠시) 역
- 미시시피 버닝(MBC)
- 네버 엔딩 스토리2(MBC)
- 리틀 킹(MBC)
- 게릴라(MBC)
- 어퓨굿맨(MBC)
- 내 사랑 악마(MBC)
- 파고(MBC)
- 유주얼 서스펙트(MBC)
- 에디(MBC)
- 베토벤(MBC) - 마크(로비 데이비슨)
- 뮤리엘의 웨딩(MBC)
- 퀘스트(MBC)
- 굿바이 마이 프렌드(MBC)
- 쓰리(SBS) - 위(여명) / 타오 아들 역
- 붉은 가마(MBC)
- 플루크(MBC) - 실베스터(론 펄먼)
- 사랑의 블랙홀(MBC)
- 블레이드2(MBC) - 스커드(노먼 리더스)
- 종횡사해(MBC) - 킬러(왕민덕)
- 뱀파이어 해결사(MBC)
- 차이나 레이크 살인사건(MBC)
- 나 홀로 집에(MBC) - 산타(켄 허드슨 캠벨)
- 나 홀로 집에 2(MBC) - 호텔 직원(롭 슈나이더)
- 블레이드(MBC)
- 순류역류(MBC) - 미겔(공석량) 역
- 스폰(MBC)
- 후크(MBC)
- 갱스 오브 뉴욕(MBC)
- 베토벤(EBS) - 조지(찰스 그로딘) 역
- 레슬링 소년 제이스(EBS)
- 여왕 마고(SBS)
- 줄리아 로버츠의 사랑 게임(SBS)
- 컵(MBC) - 로도(네텐 초클링) 역
- 콩고(MBC) - 리처드(그랜트 헤스로브) 역
- 나니아 연대기3 - 캐스피언 왕(벤 반스) 역
- 하우스 어레스트(SBS) - 티제이(허버트 러셀) 역
- 위 워 솔저스(SBS) - 갤러웨이(배리 페퍼)
- 크림슨 타이드(MBC)
- 프리잭(MBC)
- 히틀러의 부활(MBC)
- 007 살인면허(MBC)
- 인자무적(MBC)
- 크루얼 죠스(MBC)
- 도플갱어(MBC)
- 화이널 카운트(MBC) - 레트너(조쉬 가르시아) 역
- 카피캣(MBC) - 알(제임스 커닝햄) 역
- 네이비 실(MBC) - 레어(릭 로소비치) 역
- 화이트 스콜(MBC) - 프랭크(제레미 시스토) 역
- 칼리토(MBC) - 베니(존 레귀자모) 역
- 투 다이 포(MBC) - 러셀(케이시 에플렉) 역
- 퀵 앤 데드(MBC) - 키드(레오나르도 디카프리오) 역
- 온리 유(MBC) - 가짜 데이먼(빌리 제인) 역
- 볼케이노(MBC) - 피터(댄 코테즈) 역
- 써든 데스(MBC) - 조슈아의 부하(잭 이어디) 역
- 누가 로저 래빗을 모함했나(MBC) - 스트레치(마이크 에드먼즈) 역
- 악마의 4시(MBC) - 직원(맥스 돔마)
- 비틀쥬스(MBC) - 찰스(제프리 존스)
- 머나먼 여정(MBC) - 밥(로버트 하이즈)
- 중년의 함정(MBC) - 댄의 변호사(제프 알린)
- 윈체스터 73(MBC) - 웨이코(댄 두리에) / 인디언(록 허드슨)
- 리썰 웨폰 3(MBC) - 닉(데이몬 하인스)

### 방송
- 진실게임 (SBS)
- 상상더하기 (KBS2)
- 신비한TV 서프라이즈[1] (MBC) [유행어 : 진실 혹은 거짓]
- 우리가 바꾸는 세상 (SBS)
- 추적!x-boy friend (Mnet)
- 현장추적 싸이렌 (KNN)
- 생생 정보통 (KBS2)
- TV특종 놀라운 세상 (MBC)
- 무한지대큐 (KBS2)
- 가치대발견 보물찾기 (KBS)
- 스타 시크릿 (MBC)
- 믿거나 말거나 (MBC)
- 씨 리얼 (E채널)
- 좋은 아침 (SBS)
- VJ특공대 (KBS2)
- 실크로드 대장정 (울산MBC)
- 최고의 전사, 레바논에 가다 (SBS)
- 평화, 기적을 쏘다 (MBC)
- MBC 연기대상 (MBC)
- 오행오감 (TJB)
- 퀴즈쇼 곱하기 9 (SBS)
- 주병진의 데이트라인 (SBS)
- 사나운 녀석들 (TV조선)
- 천기누설 (MBN)
- 강용석의 고소한 19 (tvN)
- 파워전층낚시 (FTV)
- 아시아 헌터 (TV조선)
- 꾸러기 탐구생활 (SBS)
- 대단한 레시피 (KBS2)
- 알토란 (MBN)
- 진푸티 종사의 보리심 (BTN불교TV) - 진푸티 역

### 라디오
- 만화열전 - 공포의 외인구단 (MBC) - 오혜성 / 야구경기 아나운서
- 만화열전 - 호텔 아프리카 (MBC) - 노아

### 국산 드라마(배우로 출연)
- 엄마의 바다(MBC)
- 제3공화국(MBC) - 이건희 역
- 효심이네 각자도생(KBS2) - 이효철 역

### 외국 드라마
- 24(MBC)
- CSI 뉴욕(MBC) - 던 플랙 형사 (에디 카힐)
- 히어로즈(SBS) - 모힌더 슈레쉬 (센드힐 라마머씨)
- 넘버스2(SBS) - 콜비 그랜저 (딜런 브루노)
- 이소룡 전기(SBS) - 대사형 (진오량)
- 미녀와 뱀파이어(MBC) - 스파이크 (제임스 마스터스)
- CSI 과학수사대(MBC)
- 존 그리섬의 의뢰인(MBC)

### 텔레비전/라디오 광고
- 헬리코박터 프로젝트 윌(한국야쿠르트)<"위까지 생각한 발효유">
- 황우의 발(스틱스)
- 킥스(GS 칼텍스)<"젊은 피 젊은 휘발유">
- 기아 쎄라토(기아자동차)
- 현대 싼타페(현대자동차)
- 쌍용 무쏘(쌍용자동차)
- 경주 세계문화 엑스포
- 종이나라 (투명풀)
- 케펜텍(제일헬스사이언스)
- 기아자동차
- 기아 카니발(기아자동차)
- 강남보일러 칵스 심야전
- 열라면,빨개면 (오뚜기)
- 삼성
- 애니콜(삼성전자)
- 매직스테이션(삼성전자)
- 파브(삼성전자)
- 삼성카드
- 에버랜드
- 독립815
- 무파마(농심)
- 큰사발(농심)
- 트라스트패취(SK케미칼)
- 죽염치약(LG생활건강)
- 인사돌(동국제약)
- 냄새먹는하마(옥시레킷벤키저)
- 모닝케어,써큐란 (동아제약)
- 스피드메이트(SK네트웍스)
- 김관장대김관장대김관장
- 상호저축은행
- MSN(마이크로소프트)
- 라이나생명
- t스마일(해태제과식품)
- 대우 누비라(한국GM)
- 디딤돌
- 라이나생명
- 019(LG유플러스)
- 케이원전투단(옥스퍼드)
- 경남제약
- 위니아대우 (대우 디지털 냉장고)
- 배재대학교
- 웨덱스코리아
- 광동제약(비타500)
- 키움닷컴증권
- 팜한농
- 게보린(삼진제약)
- 아반떼(현대자동차)
- 클릭(현대자동차)
- TG삼보컴퓨터
- 천호식품
- NH투자증권
- 동성제약
- G블레이드(손오공)
- 한국타이어
- 펜잘(종근당)
- 동화약품
- 코카콜라
- 프라이드 (기아자동차)
- 롯데제과
- 호텔미란다이천스파플러스
- 애경산업
- KT
- KB손해보험
- 상아제약
- 아락실(부광약품)
- SK텔레콤
- 오리온
- 컨디션(CJ제일제당)
- 국제대학
- 롯데리아
- 몬스터 주식회사
- DHL
- 동원F&B (동원선물세트)
- 비달사순(한국P&G)
- 자유시간(해태제과식품)
- 코리아홈쇼핑
- 고려제약 (하벤플러스)
- 센츄리에어컨
- 남양유업
- 호주정부관광청
- 열혈강호 혼라인
- 한국맥도날드
- 하이트진로
- 빙그레
- 동서식품
- 스카이라이프
- 불스원샷(불스원)
- 세종텔레콤
- 영진전문대학
- SK에너지
- 신양금속 (리빙샤시)
- 매일뼈로가는칼슘두유(매일유업)
- 한국얀센 (타이레놀)
- 우정사업본부
- SK브로드밴드
- LG전자(LG플라톤,싸이언컬러폴더,LG동글이청소기등)
- 싸이언(LG전자)
- 스마엘(삼아제약)
- 윤선생영어교실
- 걸리버여행기
- KT텔레캅(KT링커스)
- 케이폴
- 00700(SK텔링크)
- 세계유학박람회
- 어글리베티
- 강남태양열 (강남칵스심야전기보일러)
- 블루칩(애경산업)
- 신한금융투자
- 신사고
- 파워콤
- LG유플러스
- 옥시크린(옥시레킷벤키저)
- 하마로이드(옥시레킷벤키저)
- DB손해보험
- 투어스테이지(석교상사)
- 호텔미란다이천스파플러스
- 에너지관리공단
- 노루페인트
- 원비디(일양약품) - 김경훈(태권도선수)
- CJ뉴트라 (전립선 쏘팔메토)
- 네스카페
- 나래해커스
- 프링글스(한국P&G)
- 08217(LG유플러스)
- 현대약품 닥터스틱
- KTF
- 펜잘(종근당)
- 옥시레킷벤키저 물먹는 하마
- 애드라떼
- 일간스포츠

### 게임
- 건담전기 - 코우 우라키
- 그라나도 에스파다 - 남자 위자드
- 그랜드체이스 - 아신
- 능력자x - 우치
- 디아블로3
- 메이플스토리 - 데몬(게임 내부)
- 서든어택
- 슬라이쿠퍼 1, 2 - 벤틀리
- 창세기전3 - 알바티니 데 메디치
- 창세기전3 파트2 - 데미안 폰 프라이오스
- 쿠키런: 킹덤 - 다크초코 쿠키, 마에스트로 설탕노움

### 기타
- 대명리조트(대명콘도) - 내레이션
- 나이키 어플(아이폰) - 남자 나레이션
- 메이플스토리 공식 유튜브: 신비한TV 서프라이즈 패러디 영상 - 남자 나레이션
  - 챕터 1. 끝나지 않은 이야기
  - 챕터 3. 신의 도시 세르니움

## 같이 보기
- 문화방송
- 문화방송 성우극회